# Polygala persistens
Polygala persistens är en jungfrulinsväxtart som beskrevs av Alfred William Bennett. Polygala persistens ingår i släktet jungfrulinssläktet, och familjen jungfrulinsväxter. Inga underarter finns listade i Catalogue of Life.